# Kristine Breistøl

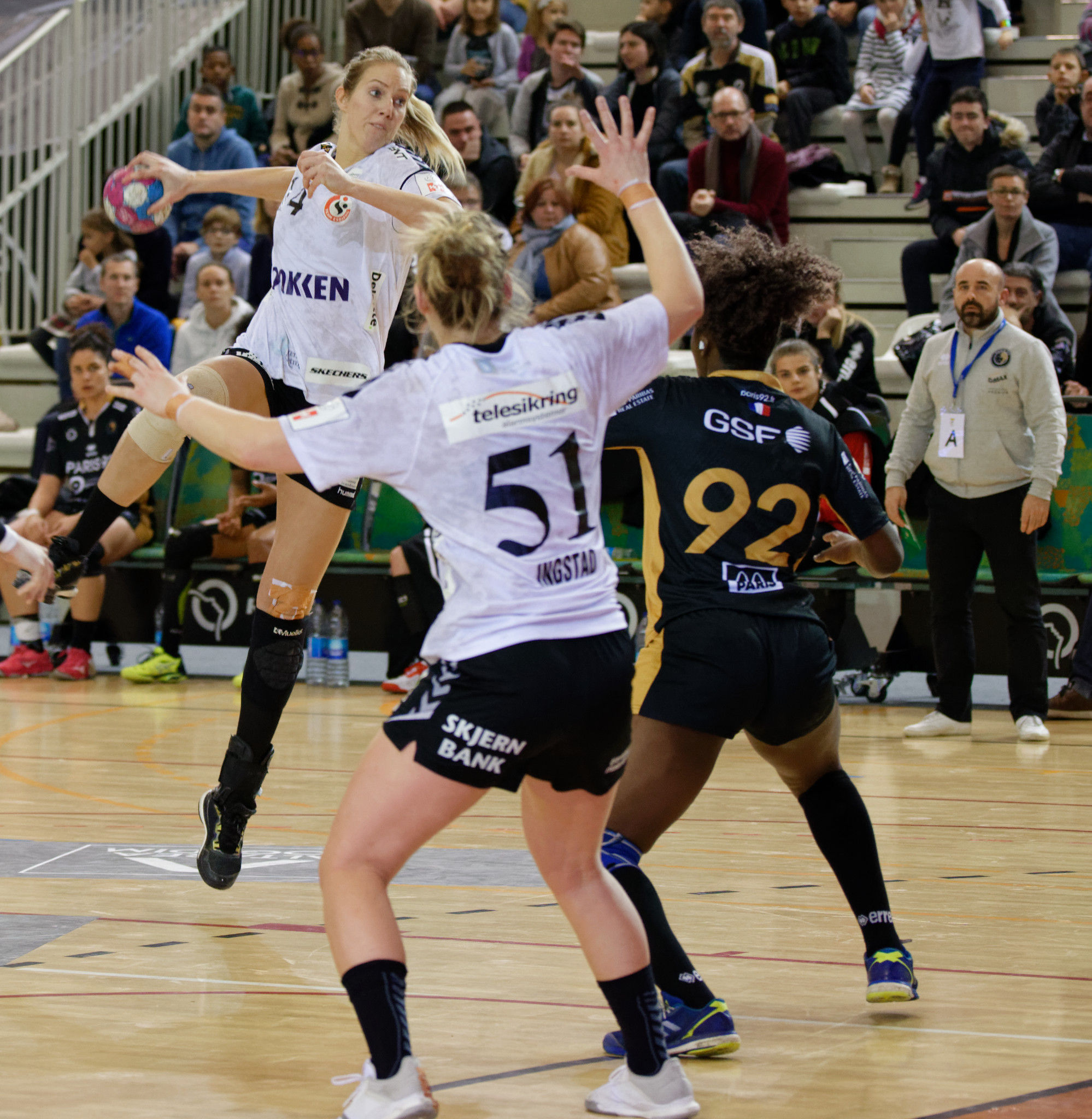
Kristine Breistøl au tir avec les danoises du Team Esbjerg face au Paris 92, le 18 novembre 2018.

Kristine Breistøl, née le 23 août 1993 à Oslo, est une handballeuse internationale norvégienne.
En 2012, elle quitte à 18 ans le Bækkelagets SK pour rejoindre Larvik HK où elle retrouve sa cousine Sara Breistøl.
En 2013, elle atteint la finale de la Ligue des champions avec son club de Larvik HK.
Elle connait sa première sélection avec la Norvège en 2016 mais c'est à l'occasion du Championnat du monde 2019 qu'elle joue sa première compétition internationale avant de remporter sa première médaille, en or, au Championnat d'Europe 2020 puis sa première médaille olympique, en bronze, aux Jeux olympiques de 2020.

## Palmarès

### En équipe nationale
- 4e place au Championnat du monde 2019
- médaille d'or au Championnat d'Europe 2020
- médaille de bronze aux Jeux olympiques de 2020,  Japon
- vainqueur du championnat du monde 2021[3]

### En club
compétitions internationales
- finaliste de la Ligue des champions (C1) en 2013 (avec Larvik HK)
- finaliste de la coupe de l'EHF (C3) en 2019 (avec Team Esbjerg)

compétitions nationales
- Vainqueur du Championnat de Norvège (5) : 2013, 2014, 2015, 2016 et 2017 (avec Larvik HK)
- vainqueur de la Coupe de Norvège (4) : 2013, 2014, 2015, 2016 et 2017 (avec Larvik HK)
- Vainqueur du Championnat du Danemark (2) : 2019, 2020 (avec Team Esbjerg)